# Town of Narrogin
Town of Narrogin was een Local Government Area (LGA) in Australië in de staat West-Australië. Town of Narrogin telde 4.565 inwoners in 2007. De hoofdplaats was Narrogin. Op 1 juli 2016 werden de Town of Narrogin en de Shire of Narrogin samengevoegd onder de naam Shire of Narrogin.